# Oleoduto

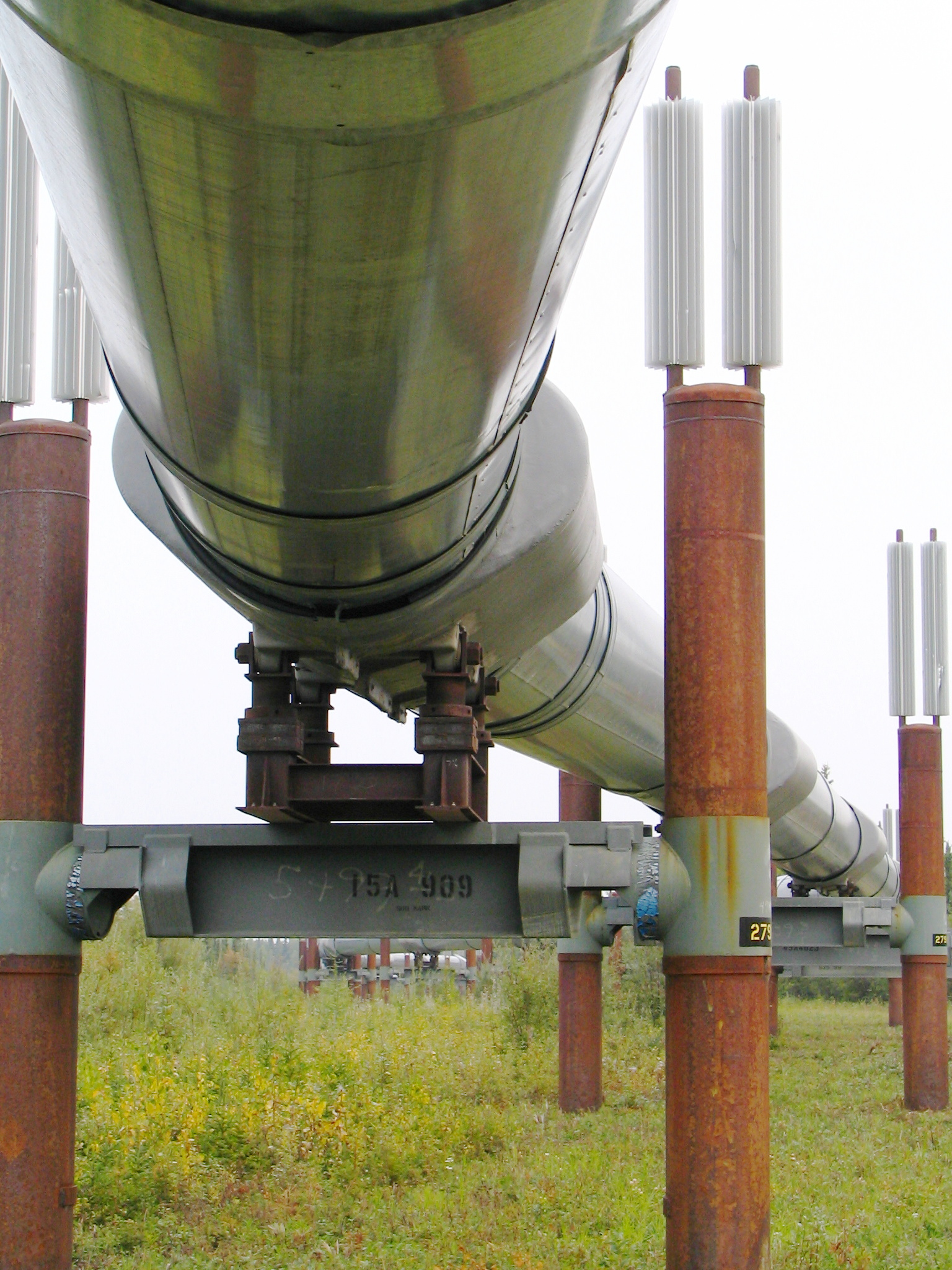
Vista inferior de um oleoduto no Alasca.

Oleoduto é uma tubulação fechada que é utilizada para transportar petróleo e seus derivados.
O fluido é movido de um lugar a outro através de um sistema de pressão. Os oleodutos têm duas desvantagens: não se pode mudar o percurso nem parar o caminho. O primeiro oleoduto de gás de longa distância foi construído na Pensilvânia, nos EUA, em 1872, e hoje em dia existem oleodutos espalhados pelo mundo, que atravessam territórios hostis, tais como desertos e oceanos. Recentemente, foi construído o oleoduto Baku-Tbilisi-Ceyhan que vai do Mar Cáspio à Turquia, e cobre uma distância de 1760 km